# HD53227
HD53227 — хімічно пекулярна зоря спектрального класу A0, що має видиму зоряну величину в смузі V приблизно  8,8.
Вона  розташована на відстані близько 587,7 світлових років від Сонця.